# Études sur l'hystérie
Études sur l'hystérie (en all. Studien über Hysterie), est un ouvrage théorique ainsi qu'un recueil de cas cliniques coécrit par Josef Breuer et Sigmund Freud, publié en 1895. Ce livre est considéré comme un document inaugural dans la découverte de la psychanalyse.

## Histoire du livre

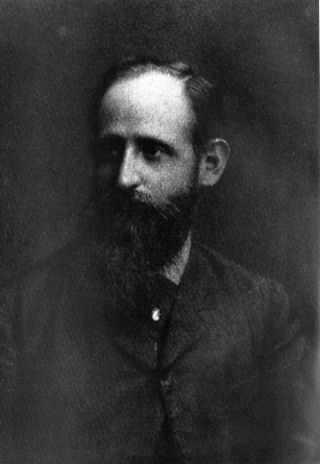
Josef Breuer, 1877

Selon Élisabeth Roudinesco et Michel Plon, les Études sur l'hystérie ont toujours été regardées « comme le livre inaugural de l'invention de la psychanalyse », ainsi que de la définition freudienne de l'hystérie.

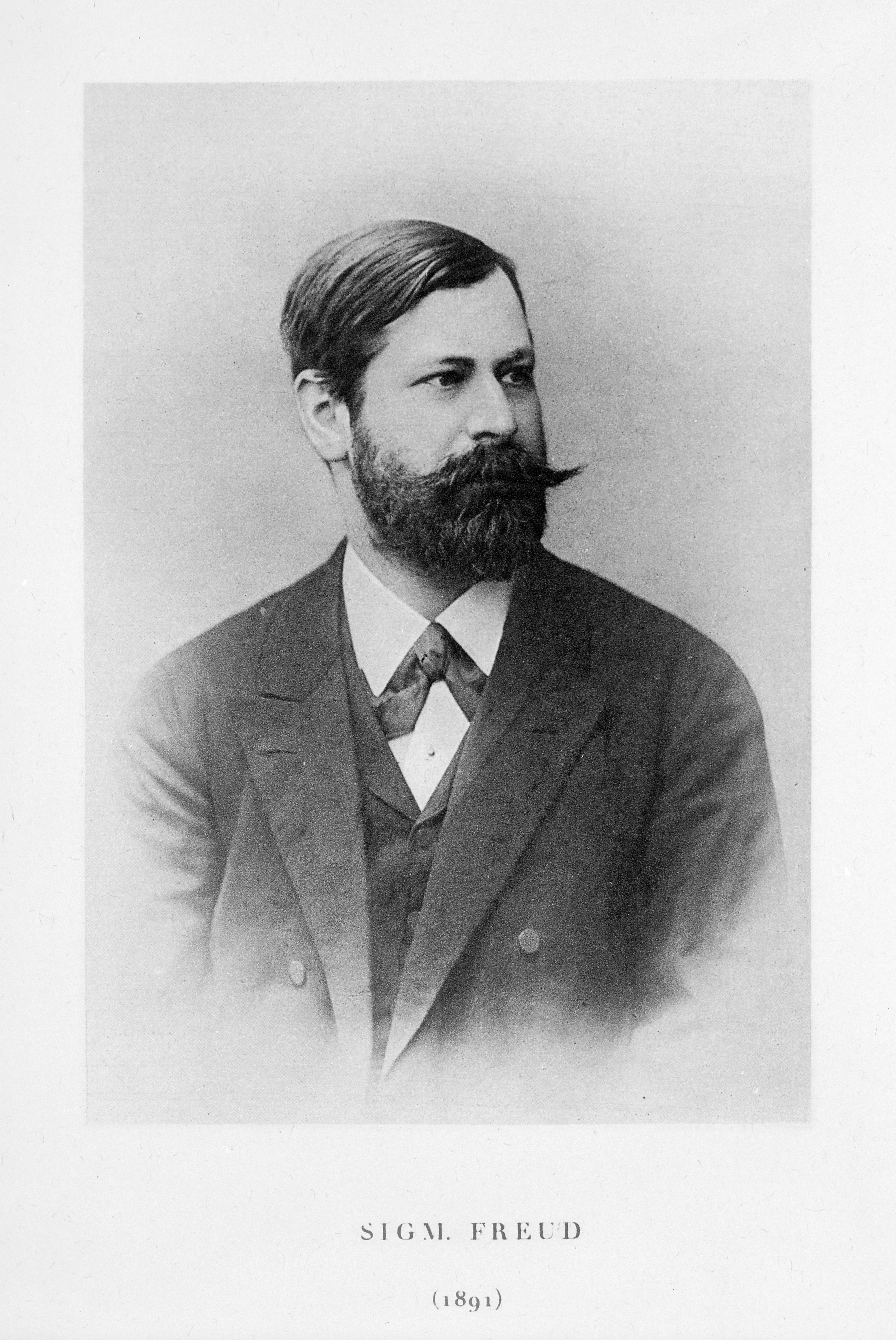
Sigmund Freud, 1891

### Genèse de l'ouvrage
À l'origine de ce livre, « généralement considéré comme le point de départ de la psychanalyse », il y a, en 1877-1878, la rencontre de Sigmund Freud et de Josef Breuer à l'Institut de physiologie de l'Université de Vienne, dirigé par Ernst Brücke.
Le projet proprement dit de l'ouvrage se situerait en 1892, quand Sigmund Freud  est en train de renoncer à l'hypnose et décide d'utiliser la « méthode d'abréaction cathartique » que Josef Breuer, son aîné, lui a décrite dix ans plus tôt. Freud est alors de plus en plus convaincu de « l'origine sexuelle des troubles névrotiques » et persuade Breuer d'écrire en collaboration avec lui un ouvrage visant à démontrer sur le plan scientifique l'antériorité de leurs recherches à tous deux depuis 1881, par rapport notamment aux théories et publications de Pierre Janet (Janet, L'État mental des hystériques, 1892-94). Breuer donne son accord (Freud, lettre à Wilhelm Fliess du 28 juin 1892) ; chaque auteur va écrire de son côté.

### 1892-1893:  cas Elisabeth von R.  et Communication préliminaire
À l'automne 1892, Freud inaugure avec Elisabeth von R. sa technique de « “concentration sur le symptôme” et d'imposition des mains à la recherche du souvenir pathogène oublié » ; Breuer et lui signent en décembre une « Communication préliminaire » (elle paraît en janvier 1893) : la cause des symptômes hystériques y est attribuée à un « incident déclenchant qui n'a pas pu être “abréagi” et agit à la manière d'un corps étranger ». Lorsqu'on éveille le souvenir de cet incident et l'affect auquel il donne lieu, les symptômes, auxquels a été offerte ainsi « une expression verbale », disparaissent, d'où la formule devenue célèbre : « C'est de réminiscences surtout que souffre l'hystérique ».
Breuer insiste quant à lui sur la « tendance à la dissociation du conscient » et sur l'existence d'« états hypnoïdes » provenant de rêveries diurnes.

### 1894-1895: évolution de Freud
La théorie de l'étiologie sexuelle apparaît de plus en plus convaincante aux yeux de Freud, alors que Breuer est plutôt réticent. Avec son article sur « Les psychonévroses de défense » paru en 1894, Freud se démarque de Pierre Janet et décrit la notion de « conversion ». En outre, il commence de s'intéresser aux rêves ; au printemps 1895, il a déjà rédigé ses observations à ce sujet ainsi que la préface et le dernier chapitre du livre (L'Interprétation du rêve), c'est aussi le moment où « traverse les suites désastreuses de l'opération d'Emma Eckstein par Wilhelm Fliess ».
Les Études sur l'hystérie paraît en mai 1895. En octobre 1895, Freud abandonne publiquement la théorie des états hypnoïdes de Breuer et affirme que « l'hystérie provient d'une séduction précoce, d'un “effroi sexuel présexuel” (lettre à Fliess du 15 octobre 1895 »).

### Principales éditions, traductions

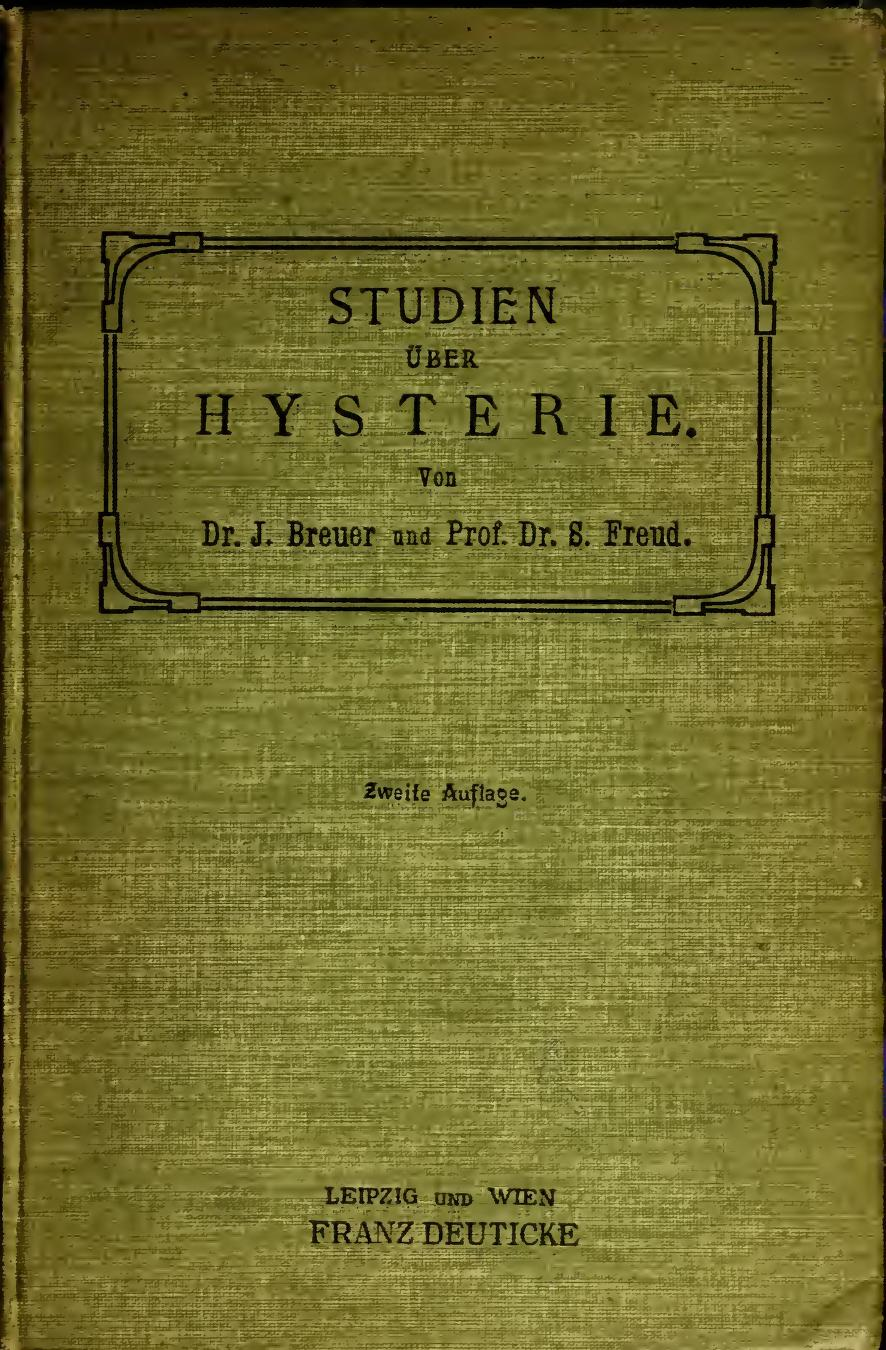
1909 : 2e édition de Studien über Hystérie.

#### Première publication
- 1895 : Studien über Hysterie, Leipzig et Vienne, Deuticke.

#### Éditions allemandes
- 1909 : 2e édition, avec deux nouvelles préfaces de Breuer et Freud, Deuticke.
- 1925 : dans Gesammelte Schriften, tome I, p. 3-238, sans les deux contributions de Josef Breuer et avec des notes de Sigmund Freud.
- 1987 : Gesammelte Werke, Nachtragsband, p. 217-310, à nouveau avec les contributions de Breuer.

#### Traduction anglaise
- 1955 : Studies on Hysteria, Standard Edition, tome II, p. 3-305, avec les contributions de Breuer.

#### Traductions françaises
- 1956 : Études sur l'hystérie, traduit par A. Berman, Paris, PUF, avec les contributions de Breuer ; 2002  (ISBN 2-13-053069-9).
- 2009 : Études sur l'hystérie, dans les Œuvres complètes de Freud / Psychanalyse (OCF.P) vol. 2 : 1893-1895 Études sur l'hystérie et textes annexes, traducteurs : J. Altounian, P. Cotet, P. Haller, C. Jouanlanne, F. Kahn, R. Laîné, M.-T. Schmidt, A. Rauzy, F. Robert, Paris, PUF,  (ISBN 978-2-13-055729-6)

## Contenu
Dans les Études sur l’hystérie, qui représentent plus de dix ans de travaux cliniques de la part de Josef Breuer et de Sigmund Freud, les deux chercheurs relatent en détail le traitement de cinq malades : la première « histoire de malade » est celle d'Anna O., traitée par Breuer, les quatre autres sont celles d'Emmy von N., de Miss Lucy R., de Katharina, d'Elisabeth von R., cas traités par Freud. Chacun des deux praticiens consacre un chapitre à ses hypothèses :  Considérations théoriques est de Breuer. Selon Jean-Michel Quinodoz, le chapitre intitulé Psychothérapie de l'hystérie, écrit par Freud, a passé à la postérité en raison de sa valeur historique, et parce que « Freud y pose les bases cliniques et théoriques d’une discipline nouvelle : la psychanalyse, elle-même dérivée de la méthode cathartique ».

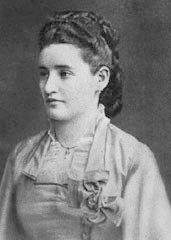
Anna O.

### Patientes
La liste suivante indique d'abord les pseudonymes des cas tels qu'ils figurent dans les Études sur l'hystérie, puis, lorsqu'ils sont connus, les noms réels des patientes (entre parenthèses) : 
- Anna O. (Bertha Pappenheim).
- Cäcilie M. (Anna von Lieben (de))[N 1].
- Emmy von N. (Fanny Moser).
- Miss Lucy R.
- Katharina (Aurelia Kronich).
- Elisabeth von R. (Ilona Weiss).